# 공주중학교
공주중학교(公州中學校)는 대한민국 충청남도 공주시 금성동에 있는 공립 중학교이다.

## 학교 연혁
- 1922년 4월 22일 : 공주 공립고등보통학교 설립인가
- 1922년 5월 11일 : 수업 개시(개교 기념일)
- 1951년 9월 1일 : 교육법 개정으로 중학교 3년제로 개편
- 1973년 2월 22일 : 교사 현 위치로 이전(24교실)
- 1995년 6월 19일 : 교육정보관 준공
- 1997년 12월 1일 : 야구부 합숙소(웅비관) 준공
- 2002년 10월 30일 : 디지털 도서관 구축
- 2005년 1월 14일 : 다목적 강당 준공
- 2007년 2월 1일 : 28학급 배정(특수학급 포함)
- 2010년 12월 13일 : 인조잔디 운동장 준공
- 2022년 3월 1일 : 제24대 남주현 교장 부임
- 2025년 1월 9일 : 제74회 졸업식(103명, 총 21,556명)
- 2025년 3월 4일 : 2025학년도 입학식(127명)

## 참고 자료
- 공주중학교 - 한국교육학술정보원 학교알리미